# Liberty Chakoroma
Liberty Chakoroma (ur. 28 lutego 1994 w Mutare) – zimbabwejski piłkarz grający na pozycji środkowego obrońcy. Od 2019 jest zawodnikiem klubu Chicken Inn FC.

## Kariera klubowa
Swoją karierę piłkarską Chakoroma rozpoczął w klubie Buffaloes FC. W sezonie 2013 zadebiutował w jego barwach w pierwszej lidze zimbabwejskiej. W 2016 roku trafił najpierw do południowoafrykańskiego Free State Stars FC, a następnie do Ngezi Platinum FC. W 2016 roku zdobył z nim Puchar Zimbabwe. W 2018 roku był zawodnikiem FC Platinum, z którym wywalczył mistrzostwo Zimbabwe. W 2019 przeszedł do Chicken Inn FC. W sezonach 2019 i 2021/2022 został z nim wicemistrzem kraju.

## Kariera reprezentacyjna
W reprezentacji Zimbabwe Chakoroma zadebiutował 30 września 2014 w przegranym 0:1 towarzyskim meczu z Botswaną, rozegranym w Gaborone. Od 2014 do 2018 wystąpił w kadrze narodowej 14 razy.